# Serralongue
Serralongue (Catalaans: Serrallonga) is een gemeente in het Franse departement Pyrénées-Orientales (regio Occitanie) en telt 238 inwoners (1999). De plaats maakt deel uit van het arrondissement Céret.

## Geografie
De oppervlakte van Serralongue bedraagt 23,3 km², de bevolkingsdichtheid is 10,2 inwoners per km². De gemeente ligt in Vallespir.

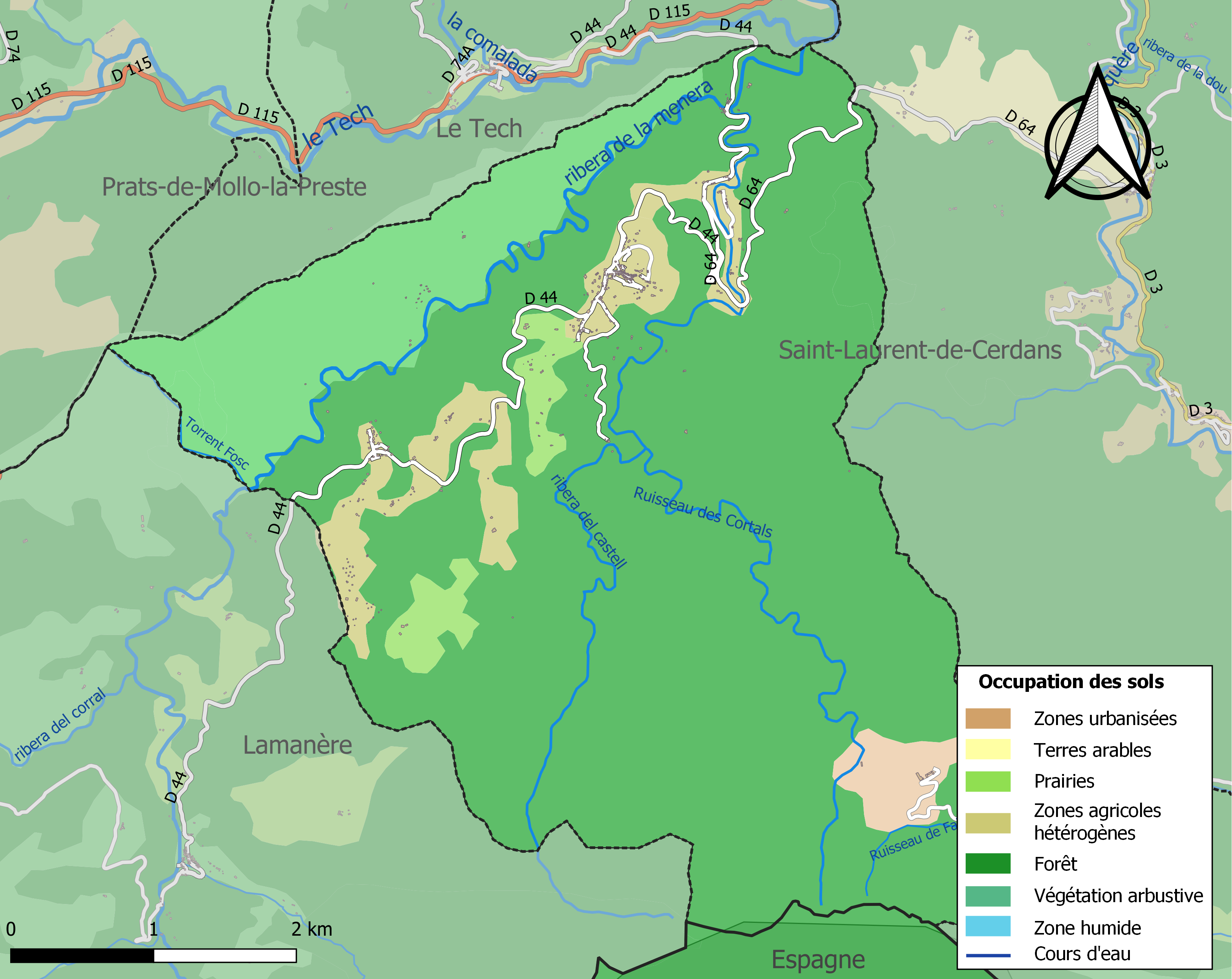
Kaart van de gemeente met de belangrijkste infrastructuur, bodemgebruik en omliggende gemeenten

## Demografie
Onderstaande figuur toont het verloop van het inwonertal (bron: INSEE-tellingen).